# Ogunquit
Ogunquit – miasto w Stanach Zjednoczonych, w stanie Maine, w hrabstwie York.